# Viaje a los pueblos fumigados
Viaje a los pueblos fumigados és una pel·lícula documental argentina de 2018 dirigida per Fernando "Pino" Solanas. L'estrena mundial va ser ael 68è Festival Internacional de Cinema de Berlín del 2018.

## Sinopsi
És un documental sobre els efectes dels agroquímics a set províncies de l'Argentina. La pel·lícula de Solanes investiga les seqüeles socials del monocultius de soia i l'ús incontrolat d'herbicides i altres substàncies químiques.

## Elenc
- Ana Zabaloy (com ella mateixa)[4]

## Recepció
Viaje a los pueblos fumigados va rebre crítiques positives. En la seva estrena en el Festival de Cinema de Berlín va ser ovacionada pel públic. Al portal d'internet IMDb té una puntuació de 6,4/10 basada en 52 vots dels usuaris. A Filmaffinity té una puntuació de 7,1/10 basada sobre la base de 85 vots dels usuaris. El crític Dieter Wieczorek de Modern Times Review va escriure que «Solanes estructura la seva pel·lícula en 10 capítols, oferint lucidesa i elegància rítmica».